# Felicia Afrăsiloaie
Felicia Afrăsiloaie, po mężu Jitianu (ur. 16 stycznia 1954 w Podoleni) – rumuńska wioślarka, brązowa medalistka olimpijska i srebrna medalistka mistrzostw świata.

## Kariera
Wystąpiła na igrzyskach olimpijskich w Montrealu w 1976, gdzie osada Rumunii w składzie: Ioana Tudoran, Maria Micșa, Felicia Afrăsiloaie, Elisabeta Lazăr i Elena Giurcă (sternik) zdobyła złoty medal w czwórkach podwójnych ze sternikiem. W finale uplasowały się o 2,77 sekundy za osadą NRD oraz 0,27 sekundy za osadą ZSRR. Był to debiut tej konkurencji w programie olimpijskim. Był to zarazem jej jedyny start olimpijski.
W czwórkach podwójnych zdobyła również srebro na mistrzostwach świata w Amsterdamie (1977). 
Zakończyła karierę w 1978 na skutek wypadku drogowego.